# Pfarre Braunau
Die Pfarre Braunau ist eine Pfarre der römisch-katholischen Diözese Linz.

## Geschichte
Die Pfarre Braunau wurde mit 1. Jänner 2023 im Zuge der von Bischof Manfred Scheuer umgesetzten Strukturreform der Diözese Linz neu gegründet und löst das zum 31. Dezember 2022 aufgehobene Dekanat Braunau als kirchliche Verwaltungseinheit ab. Die neue Pfarre hat ihren Verwaltungssitz in Braunau und umfasst 14 Pfarrteilgemeinden. Die Seelsorger in den Pfarrteilgemeinden sind dem hauptverantwortlichen Pfarrer der Pfarre Braunau als Kooperatoren zugeordnet.

## Pfarrteilgemeinden mit Kirchengebäuden und Kapellen
| Pfarrteilgemeinde            | Patrozinium                                   | Kirchengebäude und Kapellen                                                  | Bild                               |
| ---------------------------- | --------------------------------------------- | ---------------------------------------------------------------------------- | ---------------------------------- |
| Braunau-Maria Königin        | Maria Königin des Friedens                    | Pfarrkirche Braunau-Höft Filialkirche Braunau-Haselbach                      | Pfarrkirche Braunau-Höft           |
| Braunau-Ranshofen            | Hl. Pankraz                                   | Pfarrkirche Braunau-Ranshofen                                                | Pfarrkirche Braunau-Ranshofen      |
| Braunau-St. Franziskus       | Hl. Franziskus von Assisi                     | Pfarrkirche Braunau-St. Franziskus                                           | Pfarrkirche Braunau-St. Franziskus |
| Braunau-St. Stephan          | Hl. Geist, Hlgst. Herz Jesu und Hl. Stephanus | Stadtpfarrkirche Braunau-St. Stephan Bürgerspitalkirche Kapuzinerkirche      | Stadtpfarrkirche Braunau           |
| Burgkirchen                  | Hl. Georg und Hl. Maximilian                  | Pfarrkirche Burgkirchen Filialkirche St. Georgen an der Mattig               | Pfarrkirche Burgkirchen            |
| Gilgenberg                   | Schutzengel und Hl. Ägidius                   | Pfarrkirche Gilgenberg Kapelle neben dem alten Pfarrhof                      | Pfarrkirche Gilgenberg             |
| Handenberg                   | Hl. Martin                                    | Pfarrkirche Handenberg                                                       | Pfarrkirche Handenberg             |
| Mauerkirchen                 | Mariä Himmelfahrt                             | Pfarrkirche Mauerkirchen Spitalskirche                                       | Pfarrkirche Mauerkirchen           |
| Mining                       | Mariä Opferung                                | Pfarrkirche Mining Schlosskapelle Mamling                                    | Pfarrkirche Mining                 |
| Neukirchen an der Enknach    | Hl. Sebastian und Mariä Himmelfahrt           | Pfarrkirche Neukirchen an der Enknach Friedhofskapelle                       | Pfarrkirche Neukirchen             |
| Schwand im Innkreis          | Hl. Johannes der Täufer                       | Pfarrkirche Schwand im Innkreis                                              | Pfarrkirche Schwand                |
| St. Georgen am Fillmannsbach | Hl. Kreuz und Hl. Georg                       | Pfarrkirche St. Georgen am Fillmannsbach Kalvarienbergkapelle                | Pfarrkirche St. Georgen            |
| St. Peter am Hart            | Hl. Andreas und Hl. Petrus                    | Pfarrkirche St. Peter am Hart Filialkirche Bogenhofen Schlosskapelle Hagenau | Pfarrkirche St. Peter              |
| Überackern                   | Hl. Petrus                                    | Pfarrkirche Überackern                                                       | Pfarrkirche Überackern             |

## Leitung
Pfarrer
- seit 2023 Gert Smetanig (bisher Pfarrer von Burgkirchen und Mauerkirchen sowie Dechant der Dekanate Braunau und Altheim-Aspach)

Pastoralvorstände
- seit 2023 Irene Huss

Verwaltungsvorstände
- seit 2023 Martin Lang[3]